# Ємельянов Михайло Кузьмич
Михайло Кузьмич Ємельянов (нар. 1925 — пом. ?) — радянський футболіст, захисник.

## Життєпис
З 1946 року грав за «Сталь» / «Металург» (Костянтинівка). У 1953-1954 роках виступав у складі «Металурга» (Дніпропетровськ) у класі «Б». У 1954 році зіграв 22 матчі в першості, учасник півфіналу Кубку СРСР.